# Leptostylus retrorsus
Leptostylus retrorsus là một loài bọ cánh cứng trong họ Cerambycidae.